# Villafranca Montes de Oca
Villafranca Montes de Oca é um município da Espanha na província de Burgos, comunidade autónoma de Castela e Leão, de área 52,46 km² com população de 174 habitantes (2004) e densidade populacional de 3,32 hab/km².

## Demografia
| Variação demográfica do município entre 1991 e 2004 | Variação demográfica do município entre 1991 e 2004 | Variação demográfica do município entre 1991 e 2004 | Variação demográfica do município entre 1991 e 2004 |
| --------------------------------------------------- | --------------------------------------------------- | --------------------------------------------------- | --------------------------------------------------- |
| 1991                                                | 1996                                                | 2001                                                | 2004                                                |
| 216                                                 | 211                                                 | 191                                                 | 174                                                 |